# Ponte de Mackinac

Localização da ponte no Michigan.

Mackinac Bridge, também conhecida em português como Ponte de Mackinac ou Big Mac é uma ponte Pênsil dos Estados Unidos que atravessa o estreito de Mackinac, no estado de Michigan.

## Informações técnicas
A ponte foi inaugurada em 1 de novembro de 1957, encerrando décadas de duas penínsulas, sendo apenas ligadas por balsas. Um ano depois, a ponte foi formalmente inaugurada como a "ponte mais longa do mundo entre as fixações de suspensão." Essa denominação foi escolhida porque a ponte não seria a maior do mundo usando uma outra maneira de medir pontes suspensas, o comprimento do vão central entre as torres, no momento em que o título pertencia a Golden Gate Bridge, que tem uma vida útil mais central. Ao dizer "entre as fixações", a ponte poderia ser considerada mais do que a Golden Gate Bridge e também mais do que a seção suspensa oeste de São Francisco - Oakland Bay Bridge. (Essa ponte tem uma suspensão total, mas já é uma ponte duplo com uma fixação no meio).
Em 8 614 pés (2 626 m), a ponte Mackinac é a maior ponte suspensa com duas torres entre as fixações do Hemisfério Ocidental. Abrange muito mais ancoragem para fixação que foram construídas no Hemisfério Oriental, incluindo-a Akashi Kaikyo Ponte do Japão (12 826 pés (3 909 m)). No entanto de costa a costa é muito mais de 5 milhas (8,0 km) do que a Akashi Kaikyo (2,4 milhas (3,9 km)).
O comprimento do vão principal da ponte é 3 800 pés (1 158 m), o que torna a terceira mais longa dos Estados Unidos e a décima segunda maior do mundo.

## História
Os Algonquin (nativos americanos) chamavam o estreito e os arredores "Michilimackinac", que significa "o lugar de partida" ou "grande estrada de partida". Estes nativos americanos movidos em torno do Estreito, não cruzavam. Os estreitos eram o fim da trilha.
Como os europeus se instalaram na região, o Estreito tornou-se uma área importante para o comércio. O ar limpo, abundante de peixes, e belas vistas atraiu pessoas de toda as áreas para a situação. Ainda assim, a única forma de cruzar o estreito foi por balsa.
Normalmente, uma frota de nove balsas poderiam carregar até 9 000 veículos por dia. Tráfego backups vezes esticada 16 milhas (26 km) para Cheboygan, Michigan. Serviço de barco todo o ano através do Estreito tinha sido abandonado como impraticável, devido ao inverno frio que costumava congelar a água através do estreito inteiro. Após a abertura da Ponte de Brooklyn em 1883, os residentes locais começaram a imaginar que essa estrutura poderia estender do Estreito. Em 1884, dono de uma loja em St. Ignace publicou um anúncio no jornal, que incluiu uma reedição de uma concepção artística da ponte de Brooklyn com o subtítulo "ponte Proposta através do Estreito de Mackinac.
A ideia da ponte foi discutido na Assembleia Legislativa de Michigan em 1880. Na época, a área foi se tornando um destino turístico popular, incluindo a criação do Parque Nacional de Mackinac em Mackinac Island em 1875.
Apesar da necessidade de uma ponte, passaram décadas sem um plano formal. Em 1920, o comissário da rodovia estadual de Michigan defendeu a construção de um túnel que flutua através do estreito. A convite da Assembleia Legislativa, CE Fowler de Nova York estendeu um plano para uma longa série de viadutos e pontes sobre o estreito de Cheboygan, 17 milhas (27 km) a sudeste de Mackinaw City, a St. Ignace, usando Bois Blanc, Redondo, e Mackinac Island como etapas intermediárias.
Em 1923, o legislador estadual determinou a State Highway Department para estabelecer um serviço de ferry através do estreito. Mais e mais pessoas usadas balsas para cruzar o estreito a cada ano, e como eles fizeram, o momento para criar uma ponte ficou ainda mais forte. Chase Osborn, um ex-governador, escreveu: "Michigan é unir-se, e um percurso magnífico novo através de Michigan para o Lago Superior e do noroeste dos Estados Unidos está desenvolvendo, através do Estreito de Mackinac. Ele não pode continuar a crescer como deveria com o desajeitado e ferries inadequado para qualquer parte do ano".

G. Mennen Williams foi governador durante a construção da ponte Mackinac. Ele começou a tradição do governador líder da ponte Mackinac Atravesse a cada dia do Trabalho. Senador dos EUA Prentiss M. Brown foi chamado o "pai da Ponte de Mackinac," e foi homenageado com uma ponte memorial símbolo especial criado pela Autoridade da ponte de Mackinac.

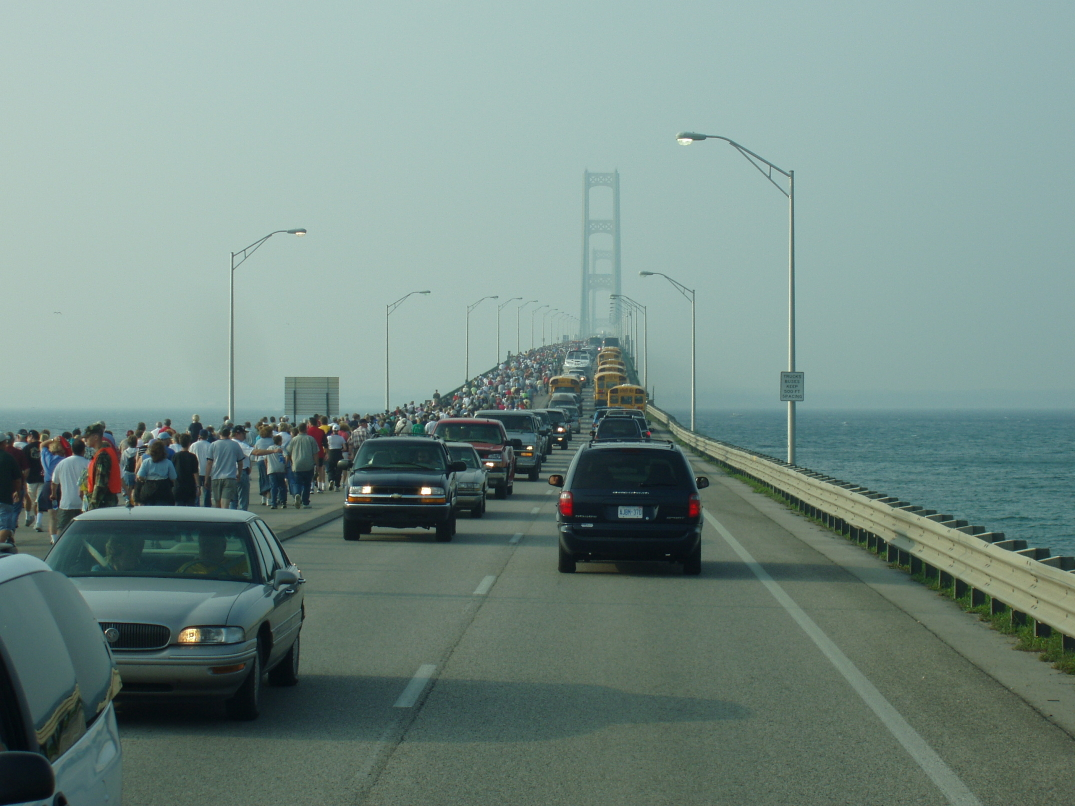
Alguns turistas na ponte.

## Turismo
Durante o verão o estreito da península e a ponte de Mackinac recebe vários turistas e fotógrafos de todas as partes dos Estados Unidos. A maioria dos turistas vem da ilha de Mackinac que é um ponto turístico para vários grupos de turistas durante todo o ano.

## Caminhada da Ponte Mackinac
A primeira Caminhada da Ponte Mackinac foi alcançada em 1958, quando foi coordenada pelo Governador G. Mennen Williams. A primeira caminhada aconteceu durante a Cerimônia de Dedicação da Ponte, no final de junho, e tem sido realizada no Dia do Trabalho desde 1959. Até 2018, os ônibus de escola dos distritos locais transportavam os caminhantes de Mackinaw City para St. Ignace para iniciar a caminhada. Milhares de pessoas, tradicionalmente lideradas pelo governador de Michigan, passam a extensão de cinco milhas (8 km) a pé de St. Ignace a Mackinaw City. Antes de 1964, as pessoas caminhavam pela ponte de Mackinaw City para St. Ignace. Antes de 2017, duas faixas da ponte continuavam abertas ao tráfego público de veículos; essa política foi alterada em 2017 para fechar toda a ponte ao tráfego público de veículos durante a duração do evento. A Caminhada da Ponte é o único dia do ano em que os caminhantes podem seguir essa seção da Trilha Cênica Nacional do North Country. 

## Na Mídia
Em 25 de junho de 1958, coincidindo com a celebração daquele ano da abertura em novembro de 1957, o Serviço Postal dos Estados Unidos (USPS) lançou um selo comemorativo de 3 centavos apresentando a ponte recentemente construída. Foi nomeado "Conectando as Penínsulas de Michigan" e 107.195.200 cópias foram publicados. O USPS novamente homenageou a Ponte Mackinac como tema do seu selo de correio prioritário de $4.90 em 2010, que começou a ser vendido em 3 de fevereiro. A autoridade da ponte e o MDOT revelaram o selo, que apresentava uma "vista de olho de gaivota" da ponte, com um cargueiro passando abaixo. O artista Dan Cosgrove trabalhou a partir de fotografias panorâmicas para criar a arte. Este é um dos vários designs que Cosgrove produziu para o USPS.
Em 24 de abril de 1959, o Capitão John S. Lappo, um oficial do Comando Aéreo Estratégico, operando a partir da Base Lockbourne, voou com seu Boeing B-47 Stratojet sob a ponte. Após uma corte marcial geral, ele foi proibido de voar para sempre.
Um documentário intitulado "Construindo o Mighty Mac" foi produzido pelo cineasta de Hollywood Mark Howell em 1997 e foi exibido na PBS. O programa apresenta várias entrevistas com as principais pessoas que construíram a estrutura e inclui filmagens coloridas de 16mm restauradas da construção da ponte.
A história e a construção da ponte foram mostradas em um episódio de 2003 do programa de TV do History Channel, Modern Marvels.
Em 19 de julho de 2007, o Detroit Science Center revelou um modelo em escala da Ponte Mackinac com 80 ft de comprimento (24 m) e 19 ft de altura (5.8 m). A exposição fez parte da celebração do 50º aniversário da ponte do estado. A Sherwin-Williams forneceu tinta autêntica na cor da Ponte Mackinac para o projeto.
A ponte e sua equipe de manutenção foram destaque em um episódio do programa de TV do Discovery Channel, Dirty Jobs, em 7 de agosto de 2007. O apresentador Mike Rowe e a equipe passaram vários dias filmando o episódio em maio de 2007.
O MDOT também destacou a ponte na capa do mapa rodoviário estadual de 2007 para celebrar seu 50º aniversário.